# Discografia di Agnes
Questa pagina contiene la discografia della cantante svedese Agnes.

## Album in studio
- 2005 – Agnes
- 2006 – Stronger
- 2008 – Dance Love Pop
- 2012 – Veritas
- 2021 – Magic Still Exists

## Raccolte
- 2013 – Collection

## Singoli
- 2005 – Right Here, Right Now (My Heart Belongs to You)
- 2006 – Stranded
- 2006 – Kick Back Relax
- 2006 – Champion
- 2007 – All I Want for Christmas Is You (con Måns Zelmerlöw)
- 2008 – On and On
- 2008 – Release Me
- 2009 – Love Love Love
- 2009 – I Need You Now
- 2010 – Sometimes I Forget
- 2011 – Don't Go Breaking My Heart
- 2012 – One Last Time
- 2012 – All I Want Is You
- 2013 – Got Me Good
- 2019 – Limelight
- 2019 – I Trance
- 2019 – Nothing Can Compare
- 2020 – Goodlife
- 2020 – Fingers Crossed
- 2021 – 24 Hours
- 2021 – The Circle° Sessions
- 2021 – Here Comes the Night
- 2022 – Love and Appreciation

## Collaborazioni
- 2005 – My Everything (Jennifer Brown cover) in My Own Idol - Idol 2005
- 2010 – When You Tell the World You're Mine (con Björn Skifs)
- 2019 – Tough Love (con Avicii e Vargas & Lagola)
- 2020 – It Must Have Been Love (A Tribute to Marie Fredriksson / Live) (con Per Gessle)
- 2020 – Wake (con Keypro)
- 2022 – Twisted Mind (con Purple Disco Machine)